# Park Westerhout

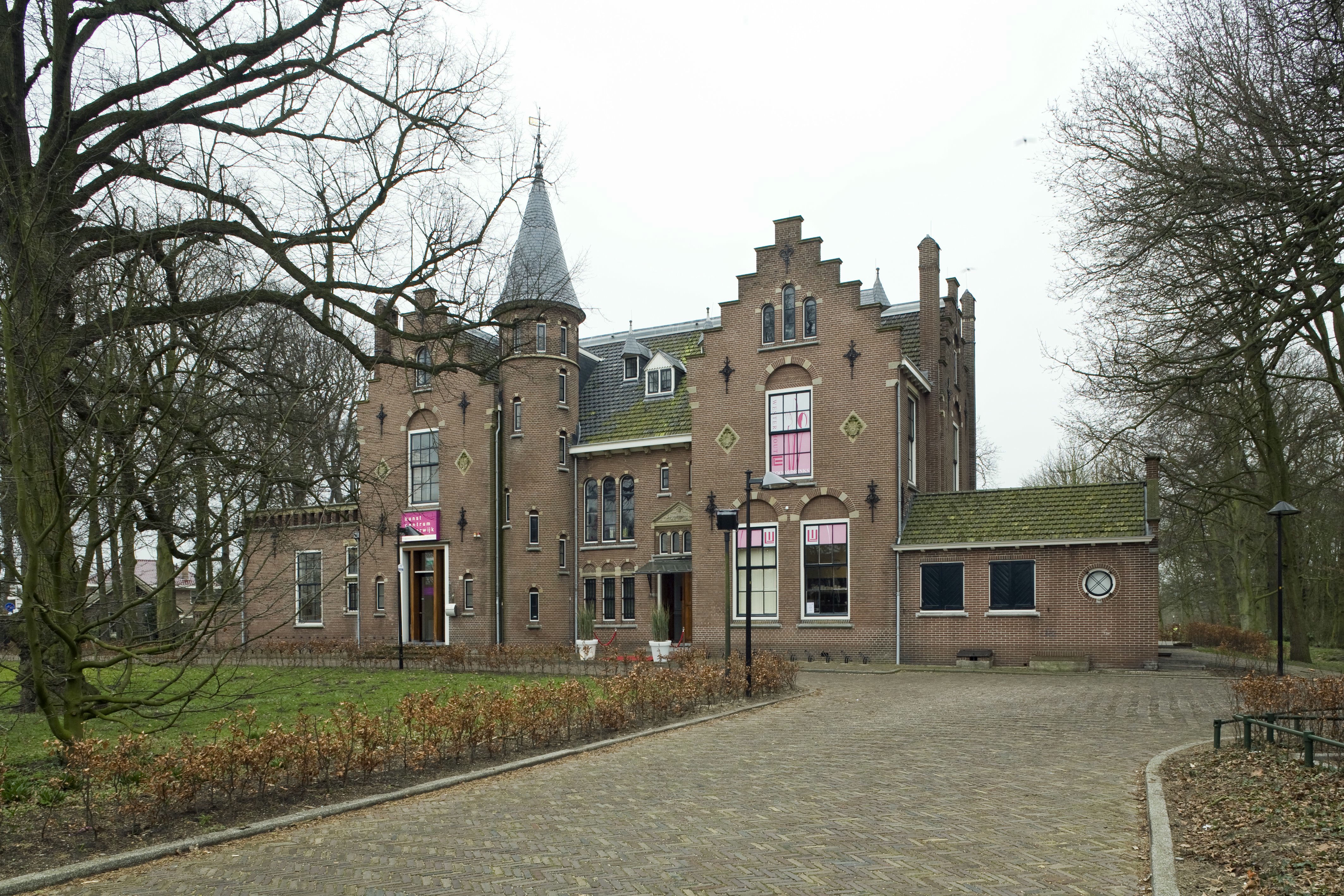
Landhuis Westerhout

Park Westerhout is een park in de Noord-Hollandse plaats Beverwijk, gelegen nabij het Westerhoutplein.

## Geschiedenis
Vanouds stond hier een boerderij, de Voorsaet genaamd. Deze werd in 1627 aangekocht door regent en koopman Balthasar Coymans. Hij liet een herenhuis bouwen en richtte daaromheen een landgoed in.
In 1814 werd het goed aangekocht door Lucas Boreel. Het was Gerard Salomon Boreel die de opdracht gaf tot de bouw van een landhuis in Hollandse neorenaissancestijl, naar ontwerp van Johannes van Nieukerken. Hiertoe werd het oude herenhuis afgebroken maar een aantal onderdelen van het interieur ervan, zoals een schouw, werden in het nieuwe huis hergebruikt.
In 1905-1906 werd het huis nog uitgebreid naar ontwerp van Johannes en diens zoon, Marie Adrianus van Nieukerken.
In 1965 kocht de gemeente Beverwijk een groot deel van het landgoed aan en ontstond een publiek toegankelijk park van omstreeks 16 ha. In 2022 werd nog een ijsvogelwand aangebracht. In het landhuis werd een restaurant gevestigd.

## Park
Het park ligt aan de rand van het duinengebied en wordt doorstroomd door de Scheybeek. Men vindt in het park een rijke stinsenflora.